# Hradčanská radnice
Někdejší Hradčanská radnice je renesanční budova, který se nachází v Praze 1 na Hradčanech v Loretánské ulici, někdy je uváděna i vedlejší adresa na hradčanských Radnických schodech.

## Dějiny
Budova někdejší radnice byla postavena jako čtyřkřídlá stavba na přelomu 16. a 17. století, kdy byly Hradčany výnosem císaře Rudolfa II. od roku 1598 prohlášeny samostatným městem a vznikla tak potřeba výstavby jeho vlastní radniční budovy. Průčelí budovy nese znak města Hradčan, císařský znak a symbol Spravedlnosti.
Další opravy a úpravy objektu prodělal v první polovině 18. století, kdy byla původní radnice přestavěna na obytný dům, jímž je až doposud. Jedná se o zajímavou renesanční památku v blízkosti Pražského hradu.

## Pražské radnice
Hradčanská radnice je nejmladší a nejskromější z historických pražských radnic, což souvisí s velikostí a významem Hradčan fakticky podřízených Pražskému hradu a jeho purkrabímu. Výrazně tak kontrastuje se Staroměstskou a Novoměstskou radnicí ze 14. století i s renesanční Malostranskou radnicí, které tvoří výrazné dominanty hlavních náměstí svých čtvrtí. Reprezentativností ji předčí i původně také renesanční Židovská radnice v Josefově, tedy v historické páté čtvrti připojené k Praze až roku 1850.
Význam radnic zanikl roku 1784 sloučením čtyř historických měst do jednoho královského hlavního města Prahy pod vedením jediného magistrátu se sídlem na Staroměstské radnici.